# Siemion Romanow
Siemion Fiodorowicz Romanow (ros. Семён Фёдорович Романов, ur. 7 maja 1922 we wsi Żukowo w guberni kałuskiej, zm. 18 maja 1984 w Poczdamie) – radziecki dowódca wojskowy, generał pułkownik, Bohater Związku Radzieckiego (1945).

## Życiorys
Do 1940 skończył 10 klas szkoły, od października 1940 służył w wojskach NKWD w Moskiewskim Okręgu Wojskowym, w czerwcu 1941 skończył szkołę pułkową, od czerwca do października 1941 dowodził oddziałem w kompanii pułku wojsk NKWD na Froncie Zachodnim. Brał udział w walkach obronnych po ataku Niemiec na ZSRR, w październiku 1941 został dowódcą plutonu ochrony Rady Wojennej Frontu Kalinińskiego, od sierpnia do października 1942 był adiutantem dowódcy Frontu Zachodniego, uczestniczył w bitwie pod Moskwą i operacji rżewsko-syczewskiej, w styczniu 1943 ukończył kursy doskonalenia kadry dowódczej Frontu Zachodniego. Od lutego 1943 do listopada 1944 był oficerem łączności, starszym oficerem łączności i zastępcą szefa sztabu brygady ds. pracy operacyjnej, od lutego do lipca 1943 walczył na Froncie Zachodnim, w lipcu-sierpniu 1943 Briańskim, od listopada 1943 do kwietnia 1944 1 Froncie Nadbałtyckim, a od kwietnia do listopada 1944 2 Froncie Nadbałtyckim. Brał udział w operacji rżewsko-wiaziemskiej, orłowskiej, gorodokskiej, witebskiej, rzeczycko-dźwińskiej, madońskiej i nadbałtyckiej, w 1943 był ranny. Szczególnie wyróżnił się podczas operacji madońskiej 22 sierpnia 1944 k. stacji kolejowej Ergli na Łotwie. Po wojnie do lipca 1946 był szefem sztabu pułku Armii Czerwonej w Północnej Grupie Wojsk stacjonującej w Polsce, w 1949 ukończył Akademię Wojskową im. Frunzego, 1950-1955 był oficerem w Głównym Zarządzie Operacyjnym Sztabu Generalnego Sił Zbrojnych ZSRR, później w Zarządzie Przygotowania Operacyjnego Sztabu Głównego Wojsk Lądowych, w 1957 ukończył Wyższą Akademię Wojskową. W 1959 został dowódcą pułku, 1962-1963 pracował w sztabie 18 Armii Gwardii w Grupie Wojsk Radzieckich w Niemczech, 1963-1965 był zastępcą szefa Zarządu Operacyjnego Grupy Wojsk Radzieckich w Niemczech, od listopada 1965 do czerwca 1969 dowodził 8 Dywizją Gwardii w Nadbałtyckim Okręgu Wojskowym (w Estonii) i następnie w Kirgistanie. Następnie pracował w Głównym Zarządzie Operacyjnym Sztabu Generalnego Sił Zbrojnych ZSRR, 1970-1974 był zastępcą szefa, a 1974-1977 I zastępcą szefa tego zarządu (w 1976 otrzymał stopień generała pułkownika). W latach 1977–1979 był I zastępcą szefa sztabu Zjednoczonych Sił Zbrojnych Państw-Stron Układu Warszawskiego, od września 1979 do kwietnia 1984 szefem Głównego Sztabu Wojsk Obrony Przeciwlotniczej Państwa - I zastępcą głównodowodzącego tych wojsk, a od kwietnia 1984 przedstawicielem głównodowodzącego Zjednoczonych Sił Zbrojnych Państw-Stron Układu Warszawskiego w Narodowej Armii Ludowej NRD. Wkrótce po objęciu tej funkcji zmarł w Poczdamie, po czym został pochowany na Cmentarzu Kuncewskim.

## Odznaczenia
- Złota Gwiazda Bohatera Związku Radzieckiego (29 czerwca 1945)
- Order Lenina (29 czerwca 1945)
- Order Rewolucji Październikowej (21 lutego 1978)
- Order Czerwonego Sztandaru (trzykrotnie - 5 sierpnia 1944, 21 lutego 1974 i 16 lutego 1982)
- Order Wojny Ojczyźnianej II klasy (9 stycznia 1944)
- Order Czerwonej Gwiazdy (dwukrotnie - 30 grudnia 1956 i 31 października 1967)
- Medal „Za zasługi bojowe” (15 listopada 1950)
- Order 9 września 1944 III klasy z Mieczami (Ludowa Republika Bułgarii, 14 września 1974)
- Krzyż Kawalerski Orderu Odrodzenia Polski (Polska Rzeczpospolita Ludowa, 6 października 1973)

I inne.